# Forward Party
Il Forward Party, noto anche semplicemente come Forward (FWD) dal 2022, è un partito politico centrista statunitense, fondato il 5 ottobre 2021.
Il partito, fondato dall'ex candidato democratico alle elezioni presidenziali del 2020 e alle elezioni per il sindaco di New York del 2021, Andrew Yang, ha tra i suoi obiettivi il superamento del bipartitismo e la riduzione della polarizzazione politica.
Forward punta a ottenere la registrazione del partito e l'accesso al voto da parte della Commissione elettorale federale in 30 stati entro il 2023 e in tutti e 50 gli stati entro la fine del 2024, in tempo per le elezioni presidenziali e congressuali del 2024.

## Storia

### Fondazione come Forward Party (2021-2022)
Il 6 novembre 2017, Andrew Yang si è registrato come candidato alla Presidenza degli Stati Uniti nelle elezioni del 2020, lanciando la sua campagna il 2 febbraio 2018. Alle primarie del Partito Democratico, iniziate il 3 febbraio 2020, si è rivelato un candidato amato tra i giovani e il più popolare su Internet. L'11 febbraio si sono tenute le primarie in New Hampshire, dove Yang ha ottenuto solo il 2,8% dei voti. In seguito al deludente risultato, Yang ha annunciato la conclusione della sua campagna presidenziale, e ha dichiarato di non essere un candidato sufficientemente forte per sconfiggere Donald Trump. Ha quindi terminato la sua campagna l'11 febbraio 2020.
Nel suo libro del 2021, intitolato Forward: Notes on the Future of Our Democracy, Andrew Yang ha annunciato la creazione del Forward Party e la sua uscita dal Partito Democratico, di cui era membro dal 1995. Yang ha anche criticato i leader politici americani, affermando che "i nostri leader vengono premiati non per risolvere i problemi, ma per accumulare risorse e mantenere la propria posizione".
Yang ha detto che parte del motivo per cui voleva avviare un terzo partito invece di un caucus all'interno del Partito Democratico era dovuto al fatto che la maggior parte degli stati con iniziative elettorali sono a maggioranza repubblicana e che gli sforzi per istituire cambiamenti elettorali sarebbero risultati faziosi. Inoltre, secondo Yang, l'implementazione del voto alternativo e le primarie aperte sarebbero state difficili da raggiungere insieme ai democratici.
Nel 2022, il Forward Party ha riferito che avrebbe sostenuto i candidati dei due principali partiti intenzionati ad appoggiare le sue politiche alle elezioni dello stesso anno. Yang ha poi dichiarato che il Forward Party non era interessato a presentare un candidato alla presidenza, ma si voleva concentrare nel cercare di ridurre il dualismo partitico all'interno del Congresso e delle assemblee legislative statali.
Nel febbraio 2022, il Forward Party ha scelto il Minnesota come primo stato in cui lanciare un partito affiliato. Secondo Yang, il Minnesota è stato scelto perché ci sono "primarie aperte, risorse pubbliche per i candidati [e lo stato ha] uno spirito indipendente". La sezione del Minnesota è guidata da John Denney, che si è candidato al Congresso nel 2014 come membro del Partito dell'Indipendenza del Minnesota. Denney ha cercato di convincere Richard Painter, che ha servito come avvocato esperto in deontologia forense alla Casa Bianca durante l'amministrazione di George W. Bush, a candidarsi come membro del Forward Party alle elezioni per l'ufficio di procuratore generale del Minnesota nel 2022. Il conduttore radiofonico Cory Hepola ha annunciato la sua candidatura come membro del Forward Party alle elezioni governative del Minnesota, ma in seguito si è ritirato dalla corsa.

## Ideologia e posizioni
Tra le varie iniziative, Forward mira a stabilire limiti di mandato di 18 anni per i membri del Congresso e di istituire un nuovo Dipartimento di Tecnologia a livello governativo. Il partito si batte per l'importanza delle assemblee cittadine e sostiene la creazione di un "portale del cittadino". Inoltre, riconosce i dati come un diritto di proprietà. Sul piano economico, Yang promuove un sistema basato sul "capitalismo centrato sull'uomo", l'approvazione di un reddito di base universale e il sostegno a forme alternative di misurazione del progresso economico.
Il partito sostiene la transizione a un sistema di assistenza sanitaria universale e l'implementazione del voto a classifica, un concetto che Yang attinge dalla teorica politica e imprenditrice Katherine Gehl. Propone inoltre commissioni di ridisegno dei distretti indipendenti e la riforma dei finanziamenti pubblici sotto forma di "dollari democratici", buoni che i cittadini possono utilizzare per supportare campagne politiche. Forward incoraggia le persone a mantenere la loro iscrizione ai partiti Democratico e Repubblicano, in modo tale da non privarle del loro diritto di votare alle primarie. Infine, il partito pianifica di sostenere candidati dei due partiti principali e dei terzi partiti, così come indipendenti che difendano i valori fondamentali della nazione invece di difendere i propri.

## Ricezione e critiche
Il Forward Party è stato criticato da alcuni democratici, i quali pensano che il partito possa creare dispersione dei voti e favorire i repubblicani. Luke Savage di Jacobin ha criticato la concezione del partito, descrivendola come uno "pseudo-populismo che alla fine è più uno sforzo di rilanciare il status quo che di rovesciarlo". Zeeshan Aleem, editorialista di MSNBC, ha definito il Forward Party come "un noioso disastro senza visione o scopo". Natalie Shure di The New Republic ha descritto il partito come "insipido" e una "mossa politica astuta", chiedendosi "perché preoccuparsi di creare un terzo partito se la sua creazione è l'unica cosa che si propone di raggiungere?".
Al contrario, l'opinionista del New York Times Kara Swisher ha elogiato il libro di Yang, Forward: Notes on the Future of Our Democracy, che ha ispirato le posizioni del partito, commentando: "Yang non ci presenta solo una lista della spesa di problemi insormontabili, ma ci mostra come possiamo trovare soluzioni se pensiamo in maniera innovativa e coraggiosa". Anche l'imprenditore Mark Cuban ha raccontato Forward come "un libro di vitale importanza che mostra come il pensiero imprenditoriale e indipendente sarà l'ingrediente indispensabile per risolvere le nostre più grandi sfide politiche ed economiche".